# اویسیه
اُویسیه از طریقت‌های عرفانی اسلامی است.
اویسیه گروهی هستند که به شیوه اویس قرنی، طریقت را سپری می‌کنند و معتقدند بدون پیر و مرشد حاضر و با پیروی از روش‌های پیران درگذشته می‌توان طی طریق کرد.
میرابوالفضل عنقای طالقانی (۱۲۶۶–۱۳۳۳ق) احیاگر سلسله عرفانی اویسیه است.